# Peter Hærem

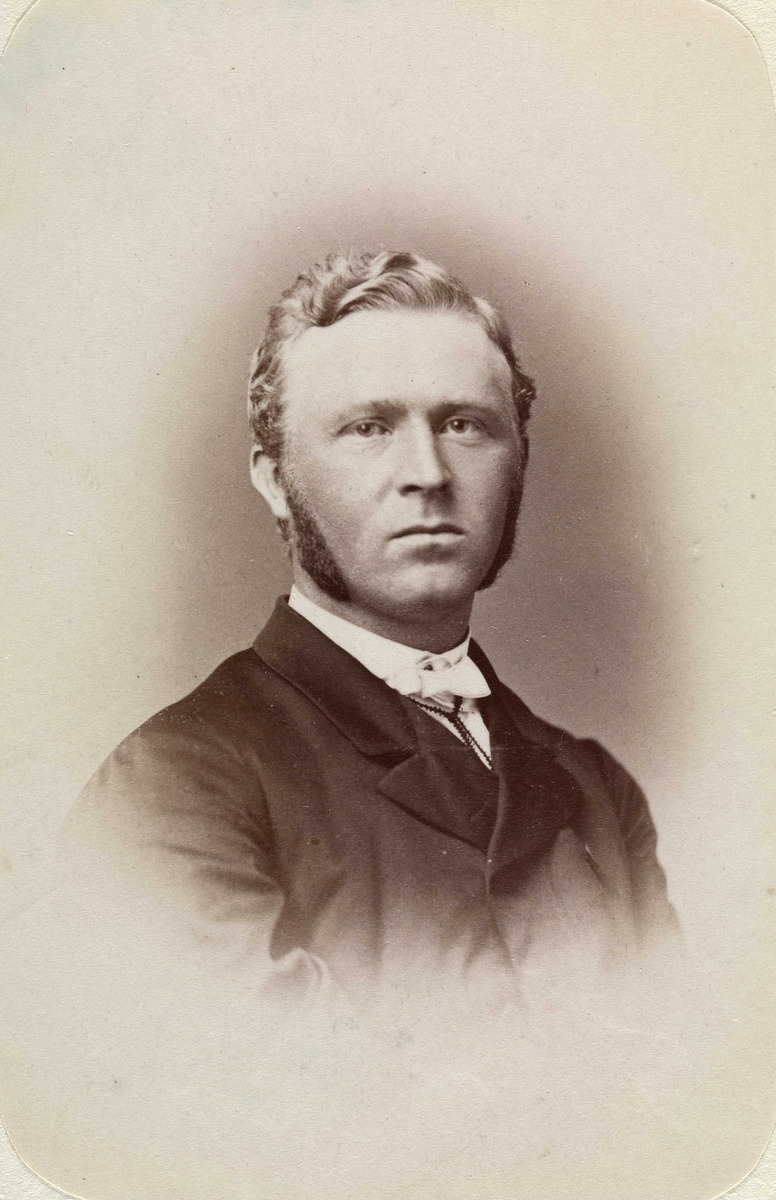
Peter Hærem (ca. 1870)

Peter Lorentzen Hærem, född 29 augusti 1840 i Stavanger, död 22 mars 1878 i Kristiania, var en norsk präst och filantrop.
Hærem utövade som teologie kandidat ett med levande intresse omfattat arbete i missionens, särskilt judemissionens, tjänst, var en av drivkrafterna vid organiseringen av de kristliga föreningarna för unga män och stiftade 1876 Studenterhjemmet i Kristiania. Som sekreterare i Lutherstiftelsen ledde han till väsentlig del den norska inre missionens arbete och redigerade från 1867 en kristlig-politisk tidning, "Fædrelandet" (senare "Landsbladet").